# Haberkofen
Der Weiler Haberkofen ist ein Ortsteil der Gemeinde Straßkirchen im niederbayerischen Landkreis Straubing-Bogen.

## Geographie und Verkehrsanbindung
Haberkofen liegt südwestlich des Kernortes Straßkirchen an der Kreisstraße SR 31. Nördlich verläuft die B 8.
Der Irlbach durchquert den Ort von West nach Ost, ändert dann die Richtung nach Norden und nimmt nach gut einem halben Kilometer den Ödbach auf.

## Geschichte
Häberskhofen gehörte laut Gerichtsverzeichnis von 1599 zur Hauptmannschaft, später Obmannschaft Straßkirchen. Im Konskriptionsjahr 1752 waren die Klöster Niederaltaich, Metten und Oberalteich Grundherren im zum Landgericht Straubing gehörenden Haberkofen.
Bei der Gemeindebildung kam Haberkofen 1821 zur Gemeinde Niederharthausen. Auf Ersuchen des Landratsamtes Straubing verfügte die amerikanische Militärregierung mit Wirkung vom 1. Januar 1946 die Eingemeindung von Haberkofen, Oedhof und Niederast aus der Gemeinde Niederharthausen in die Gemeinde Straßkirchen. Dagegen protestierte die Gemeinde Niederharthausen, und nach einigen Monaten wurde die Rückgemeindung nach Niederharthausen verfügt. Die Ortssprecher von Haberkofen, Oedhof und Niederast wandten sich nunmehr mit Eingaben und Beschwerden an das Bayerische Staatsministerium des Innern und legten Pläne vor, in denen die schlechte Verbindung und das geographische Missverhältnis zur Gemeinde Niederharthausen herausgestellt wurden. Auf Weisung des Innenministers erließ sodann die Regierung von Niederbayern-Oberpfalz in Regensburg am 9. Februar 1949 eine Entschließung, gemäß welcher „einem dringenden Bedürfnis folgend“ die Orte Haberkofen, Oedhof und Niederast ab 1. April 1949 endgültig in die politische Gemeinde Straßkirchen einverleibt wurden.

### Einwohnerentwicklung
- 1871: 80 Einwohner[4]
- 1885: 86 Einwohner[5]
- 1900: 89 Einwohner[6]
- 1925: 65 Einwohner[7]
- 1950: 65 Einwohner[8]
- 1961: 42 Einwohner[9]
- 1970: 31 Einwohner[10]
- 1987: 36 Einwohner[11]
- 2013: 38 Einwohner[12]

## Sehenswürdigkeiten
In der Liste der Baudenkmäler in Straßkirchen ist für Haberkofen die katholische Filialkirche St. Martin als Baudenkmal aufgeführt. Sie wurde in der ersten Hälfte des 18. Jahrhunderts errichtet.

## Vereine
- Krieger- und Reservistenkameradschaft Straßkirchen-Haberkofen 1873